# Turnera scabra
Turnera scabra är en passionsblomsväxtart som beskrevs av Charles Frederick Millspaugh. Turnera scabra ingår i släktet Turnera och familjen passionsblomsväxter. Inga underarter finns listade i Catalogue of Life.